# Miracolo economico italiano

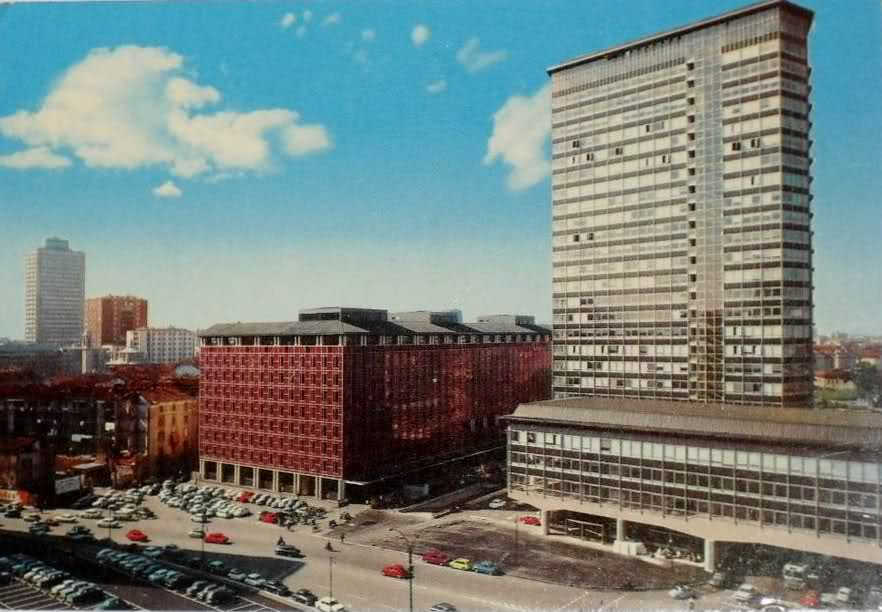
Grattacieli e grandi palazzi, come quello del centro direzionale di Milano, rappresentano iconograficamente il miracolo economico italiano

Il miracolo economico italiano, conosciuto anche come boom economico, identifica un periodo della storia d'Italia compreso tra i primi anni '50 e i primi anni '60 del '900, appartenente dunque al secondo dopoguerra italiano, ovvero ai primi decenni della Prima Repubblica, caratterizzato da una forte crescita economica e da un rapido sviluppo tecnologico dopo l'iniziale fase di ricostruzione post-bellica.

## Contesto storico

### La situazione nel secondo dopoguerra
La fine del Piano Marshall (1951) coincise anche con l'aggravarsi della guerra di Corea (1950-1953), il cui fabbisogno di metallo e altre materie lavorate fu un ulteriore stimolo alla crescita dell'industria pesante italiana. Si erano poste così le basi di una crescita economica spettacolare, il cui culmine si raggiunge nel 1960, ma destinata a durare sino alla fine degli anni sessanta e a trasformare il Belpaese da Paese Agricolo-Industriale (grazie alle politiche Giolittiane), ad un Paese Industriale a tutti gli effetti. Per esempio, nei tre anni che intercorsero tra il 1959 e il 1962, i tassi di incremento del reddito raggiunsero valori da primato: il 6,4%, il 5,8%, il 6,8% e il 6,1% per ciascun anno analizzato. Valori tali da ricevere il plauso dello stesso presidente statunitense John F. Kennedy in una celebre cena col presidente Antonio Segni.
Questa grande espansione economica fu determinata in primo luogo dallo sfruttamento delle opportunità che venivano dalla favorevole congiuntura internazionale, ebbero effetto l'incremento vertiginoso del commercio internazionale e il conseguente scambio di manufatti che lo accompagnò. In conseguenza di quell'apertura, il sistema produttivo italiano ne risultò rivitalizzato, fu costretto ad ammodernarsi e ricompensò quei settori che erano già in movimento. La disponibilità di nuove fonti di energia e la trasformazione dell'industria dell'acciaio furono gli altri fattori decisivi. La scoperta del metano e degli idrocarburi in Val Padana e la realizzazione di una moderna industria siderurgica sotto l'egida dell'IRI permisero di fornire alla rinata industria italiana acciaio a prezzi sempre più bassi.
Il maggiore impulso a questa espansione venne proprio da quei settori che avevano raggiunto un livello di sviluppo tecnologico e una diversificazione produttiva tali da consentir loro di reggere l'ingresso dell'Italia nel mercato comune europeo. Il settore industriale, nel solo triennio 1957-1960, registrò un incremento medio della produzione del 31,4%. Assai rilevante fu l'aumento produttivo nei settori in cui prevalevano i grandi gruppi: autovetture 89%; meccanica di precisione 83%; fibre tessili artificiali 66,8%. Ma va osservato che il miracolo economico non avrebbe avuto luogo senza il basso costo del lavoro. Gli alti livelli di disoccupazione negli anni '50 furono la condizione perché la domanda di lavoro eccedesse abbondantemente l'offerta, con le prevedibili conseguenze in termini di andamento dei salari.
Il potere dei sindacati era effettivamente fiacco nel dopoguerra e ciò aprì la strada verso un ulteriore aumento della produttività. A partire dalla fine degli anni '50, infatti, la situazione occupazionale mutò drasticamente: la crescita divenne notevole soprattutto nei settori dell'industria e del terziario. Il tutto avvenne, però, a scapito del settore agricolo. Anche la politica agricola comunitaria assecondò questa tendenza, prevedendo essa stessa benefici e incentivi destinati prevalentemente ai prodotti agricoli del Nord Europa: tendenza del resto inevitabile, visto il peso specifico ormai raggiunto da aziende quali Olivetti e Fiat dentro e fuori dall'Italia, e la potenza di capitani d'industria come Gianni Agnelli rispetto ai deboli governi della Prima Repubblica.

### Lo stato del sistema economico

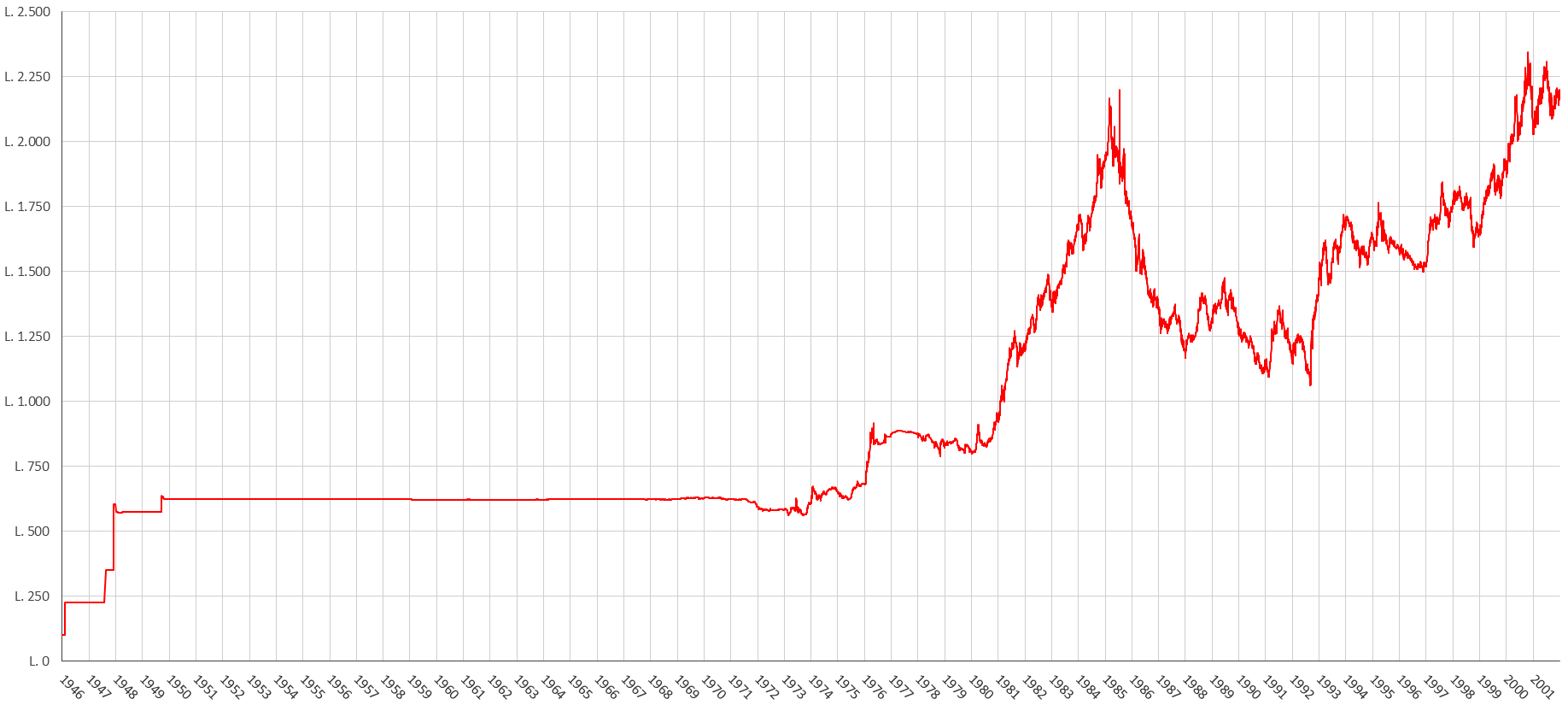
Il cambio Lira - Dollaro (1946-2001). Dal 1949 al 1971 il cambio fu fissato a 625 Lire per un Dollaro. Da fine 1971 all'ottobre 1973, data del primo shock petrolifero, la Lira liberamente fluttuante fu comunque in grado addirittura di guadagnare qualcosa sul Dollaro, dimostrando una grande tenuta.

Il sistema economico marciava a pieno regime, il reddito nazionale stava crescendo e la gente era rinfrancata dall'incremento dell'occupazione e dei consumi. Si erano infine dimenticati gli anni bui del secondo dopoguerra, quando il paese era ridotto in brandelli. È pur vero che tanti erano ancora i problemi da affrontare, fra cui la carenza di servizi pubblici, di scuole, di ospedali e di altre infrastrutture civili. Ma in complesso prevaleva un clima di ottimismo.

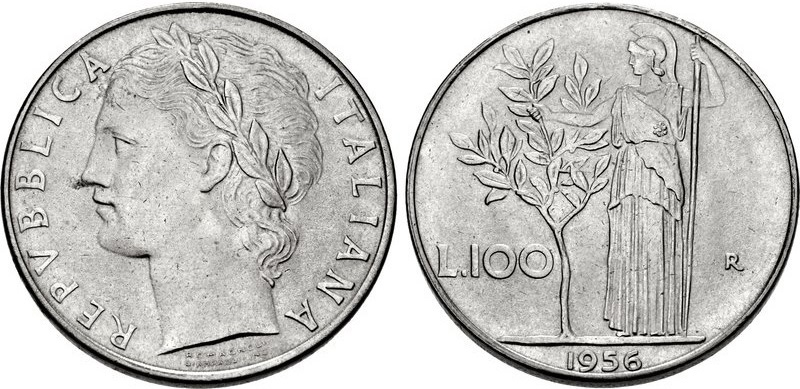
100 Lire italiane, una moneta durata nella stessa forma e rappresentazione per oltre 45 anni.

D'altra parte, all'inizio del 1960 l'Italia si era fregiata di un importante riconoscimento in campo finanziario. Dopo che un giornale inglese aveva definito col termine miracolo economico il processo di sviluppo allora in atto, dalla Gran Bretagna era giunto un altro attestato prestigioso per le credenziali e l'immagine dell'Italia. Una giuria internazionale interpellata dal Financial Times aveva infatti attribuito alla lira l'Oscar della moneta più salda fra quelle del mondo occidentale. Un premio che aveva coronato una lunga e affannosa rincorsa, iniziata nell'immediato dopoguerra, per scongiurare la bancarotta e non naufragare nell'inflazione più totale.
Di conseguenza, si era infine potuto concretizzare il cambio fra la lira e il dollaro, fissato a quota 625, e la rivalutazione delle riserve auree della Banca d'Italia era servita a ridurre l'indebitamento del Tesoro. Da qui anche l'euforia diffusasi in Borsa con i listini in forte rialzo. Sino a qualche tempo prima, ben pochi avrebbero immaginato che l'Italia potesse conseguire un successo economico dopo l'altro. È vero che, grazie agli aiuti americani del Piano Marshall, l'opera di ricostruzione post-bellica era avvenuta più rapidamente del previsto, ma l'Italia era rimasta pur sempre un paese prevalentemente agricolo, con una gran massa di braccianti e coloni.

## Descrizione

### Cause e fattori dello sviluppo
Tra i fattori che hanno concorso allo sviluppo un ruolo importante viene attribuito all'ampia disponibilità di manodopera che aveva evitato al nostro paese quelle strozzature che si erano, invece, verificate altrove dando luogo a forti correnti immigratorie. Come si è visto, essa rappresenta il fattore centrale cui l'economista Kindleberger spiega l'intenso sviluppo di quegli anni. Lo schema seguito dall'economista americano è noto: quando in un sistema economico coesistono settori caratterizzati da differenti livelli di produttività e di salari, possono verificarsi trasferimenti di lavoratori in eccesso dal settore tradizionale, con produttività marginale quasi nulla, verso il settore più dinamico senza far lievitare significativamente i salari unitari e consentendo, invece, un incremento dei profitti che, attraverso l'impulso agli investimenti, alla produzione e, quindi, all'occupazione alimentano una sorta di circolo virtuoso della crescita.
Per l'Italia, i settori in questione coincidono, rispettivamente, con l'agricoltura e l'industria. Si spiegherebbe così anche la crisi che si è registrata in Italia nella prima metà degli anni Cinquanta, attribuita proprio all'esaurirsi della forza lavoro in eccesso. Fino agli inizi degli anni Sessanta l'incremento medio dei salari era stato, infatti, inferiore a quello della produttività, anche se la quota di partecipazione dei redditi da lavoro al prodotto nazionale netto era aumentata tra il 1950 e il 1960 dal 50,8% al 55,1%.
Negli anni '60, l'architetto Robert Stern applicò, invece, allo sviluppo economico italiano un modello del tipo «export led» prendendo in considerazione il periodo successivo al 1950 perché riteneva che gli anni precedenti fossero stati eccessivamente influenzati da fattori eccezionali, Piano Marshall compreso. Le conclusioni cui Stern era pervenuto si basavano innanzitutto sul fatto che le esportazioni italiane si fossero sviluppate nel periodo 1950-1962 ad un ritmo nettamente superiore a quello registrato dalle esportazioni mondiali. Le prime si erano, infatti, più che triplicate (+307%) mentre a livello mondiale si era registrato un incremento del 95%; e volendo circoscrivere il raffronto alle sole esportazioni industriali le conclusioni non cambiavano di molto (388% contro 123%).
Inoltre, disaggregando i dati relativi all'industria italiana Stern operò una netta distinzione tra settori “dinamici” (metallurgico, macchinari e prodotti metallici, mezzi di trasporto, prodotti chimici e fibre sintetiche, derivati del petrolio e del carbone), contraddistinti da un maggior incremento delle esportazioni (dal 47,6 al 60% sulle esportazioni industriali nel periodo compreso tra il 1951 e il 1963) e della produzione (+302,5%), e settori “tradizionali” (alimentari, bevande, tabacco, tessili, abbigliamento, calzature e cuoio) la cui quota sulle esportazioni industriali era diminuita dal 44,4% al 32,4% mentre lo sviluppo della produzione era stato solo del 97,7%.
In sostanza, le esportazioni furono un importante stimolo all'investimento e quindi allo sviluppo di queste industrie nel periodo considerato. Inoltre, siccome si trattava delle industrie che contribuirono in modo significativo all'aumento della quota dei manufatti nel prodotto interno lordo italiano durante il periodo postbellico, sembra si possa affermare che il ruolo delle esportazioni nello sviluppo dell'economia italiana fu veramente notevole. Tale interpretazione è stata, successivamente, adottata con alcune modifiche anche dall'economista Augusto Graziani. Secondo Graziani, infatti, lo sviluppo degli anni 1950, che aveva tratto impulso dalla crescente liberalizzazione del commercio estero, aveva determinato il consolidamento di un dualismo industriale tra settori orientati verso i mercati esteri, e settori volti, invece, a soddisfare prevalentemente la domanda interna, finendo con l'accentuare le forme di dualismo territoriale, data la maggiore concentrazione dei primi nelle regioni centro-settentrionali.
In pratica, “i settori che producono per il mercato di esportazione hanno necessità di presentare prodotti competitivi sui mercati esteri (o, che è lo stesso, divengono settori esportatori solo se realizzano una sufficiente competitività). I settori esportatori devono quindi realizzare i livelli di produttività e di efficienza necessari per affrontare la concorrenza sui mercati esteri. Non così accade per i settori che lavorano per il mercato interno, i quali, al riparo della concorrenza estera, non sono vincolati ad alcun particolare livello di efficienza e di produttività”. Il modello interpretativo di Graziani è stato sottoposto a critiche per l'eccessivo peso che in esso assume la concorrenza estera.

### Importazioni
Nello stesso periodo l'incidenza delle importazioni era cresciuta dal 10,6% al 16,6% sul complesso delle risorse disponibili e dal 9,2% al 16,5% rispetto alla domanda globale. Il loro valore complessivo era aumentato da 926 a 2 951 miliardi di lire, con un incremento annuo regolare, interrotto solo dal breve ciclo coreano e dalla flessione registrata tra il 1957-1958 in corrispondenza alla sfavorevole congiuntura registrata negli Stati Uniti e in altri paesi europei. Le importazioni di generi alimentari erano diminuite dal 20,4% al 16,7%, in relazione al crescente peso delle attività industriali e al generale miglioramento del tenore di vita della popolazione che erano, anche, alla base dell'incremento, dal 60,3% a 67,3%, delle importazioni di prodotti non agricoli e di materie prime industriali.
Inoltre, in relazione ai differenti ritmi di sviluppo che caratterizzavano i vari settori di attività, la composizione merceologica delle materie prime metteva in evidenza il progressivo ridimensionamento di quelle tessili ed un maggior peso di quelle impiegate nei settori meccanico e petrolchimico. Anche per le importazioni si era registrata una maggiore intensità degli scambi con gli altri paesi europei; in particolare, la percentuale di acquisti dagli altri paesi della comunità era cresciuta dal 17% al 27%, mentre erano progressivamente diminuite le importazioni dagli Stati Uniti.

### Esportazioni

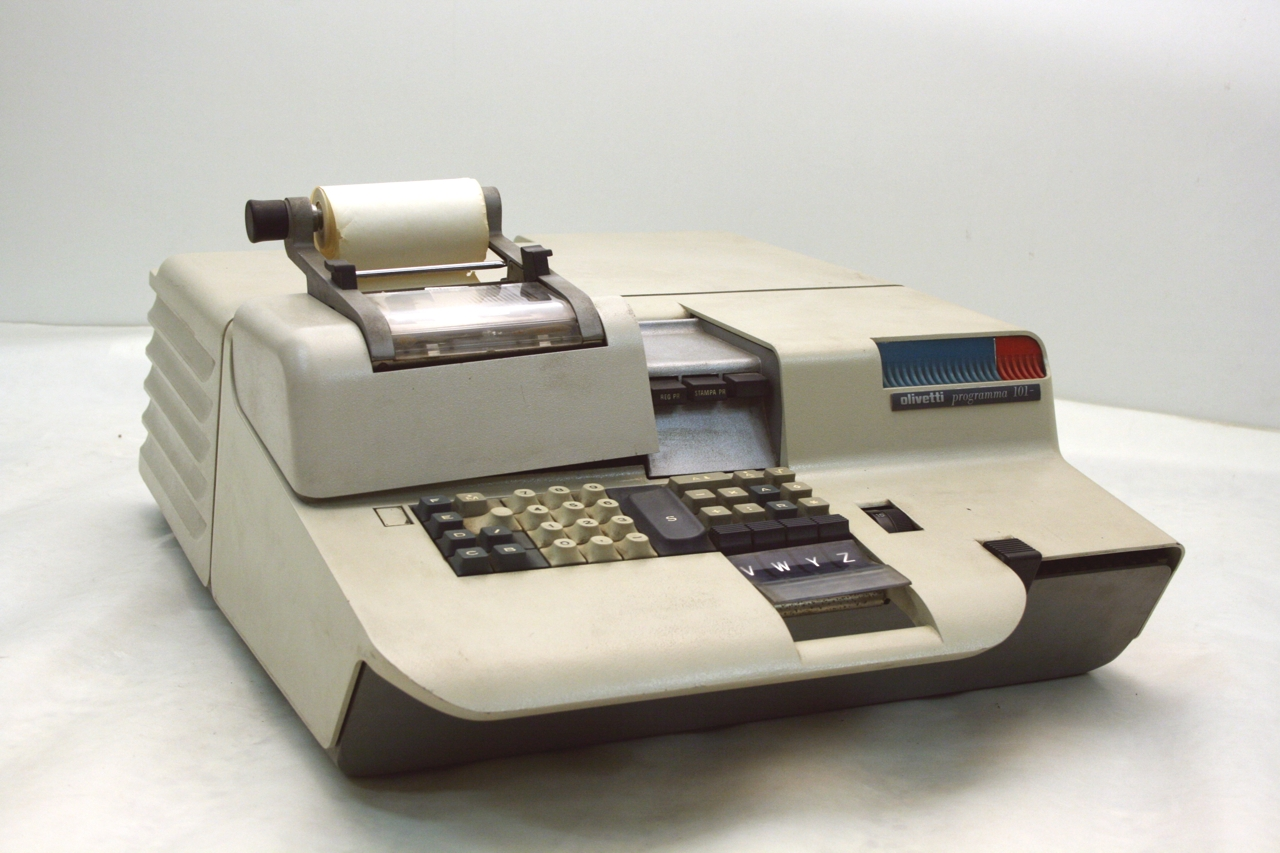
La Programma 101 della Olivetti, anche chiamata "perottina", fu un successo mondiale e viene considerata essere il primo Calcolatore programmabile.

Le esportazioni a più alto valore aggiunto erano, poi, cresciute a ritmi ancora più sostenuti: di 4,5 volte quelle meccaniche, quasi quadruplicate le chimiche. Era diminuito, invece, da circa un terzo a un quinto il peso delle esportazioni alimentari. Pertanto, le esportazioni di prodotti meccanici e chimici, che all'inizio del periodo erano pari all'84,5% delle esportazioni tessili e al 28,7% di quelle totali, assumevano a fine periodo valori pari, rispettivamente, al 161% e al 33,3%. Nell'ambito del settore meccanico i maggiori incrementi riguardavano i prodotti finiti e, in particolare, le macchine da scrivere e da calcolo. Per il tessile la situazione era andata invece peggiorando nei primi anni 1950 con l'accentuarsi della concorrenza internazionale e la perdita di alcuni mercati tradizionali come quelli dell'America del Sud.
Nel corso del 1954 la bilancia commerciale tessile si era volta al passivo ma, in compenso, tale andamento aveva prodotto l'effetto di accelerare il processo di rinnovamento degli impianti e di riorganizzazione del lavoro anche se continuavano a convivere, dando sovente vita ad un «reticolo interno» di rapporti economici, “da una parte, i colossi da 1000 e più dipendenti; dall'altra, le piccole aziende industriali e artigiane, spesso con meno di dieci dipendenti, e una schiera di lavoranti a domicilio”.
Circa la destinazione delle nostre esportazioni, durante il decennio cinquanta si era consolidata l'importanza dei paesi europei verso cui era diretto il 62,3%, mentre il continente americano ne assorbiva il 20%. Al loro sviluppo continuo aveva certamente contribuito il positivo andamento dell'economia internazionale che favorì sia l'esportazione dei beni di consumo sia quella di beni strumentali, sorrette entrambe da una forte competitività e da una crescente specializzazione che avevano concorso a modificare la struttura delle correnti di esportazione, a vantaggio dei prodotti finiti industriali.

### I triangoli industriali e i grandi gruppi
Al nord, oltre al triangolo industriale del nord-ovest (Genova, Torino, Milano), nato ai tempi dell'Unità d'Italia con il Regno di Sardegna e caratterizzato per lo più dall'attività siderurgica e metalmeccanica, comincia ad affermarsi anche il triangolo del nord-est (Padova, Vicenza, Treviso) caratterizzato per lo più da attività manifatturiera diffusa anche in Lombardia, Emilia-Romagna, Toscana e Marche. In questo periodo della storia d'Italia, fino alla fine degli anni '80 e all'inizio degli anni '90, tra le grandi realtà industriali che hanno trainato il boom economico si ricordano la casa automobilistica Fiat, il gruppo Montedison, l'azienda produttrice di macchine per ufficio Olivetti, il gruppo metalmeccanico Ansaldo e il gruppo siderurgico Ilva.

### Il punto debole dell'economia italiana durante ilboom

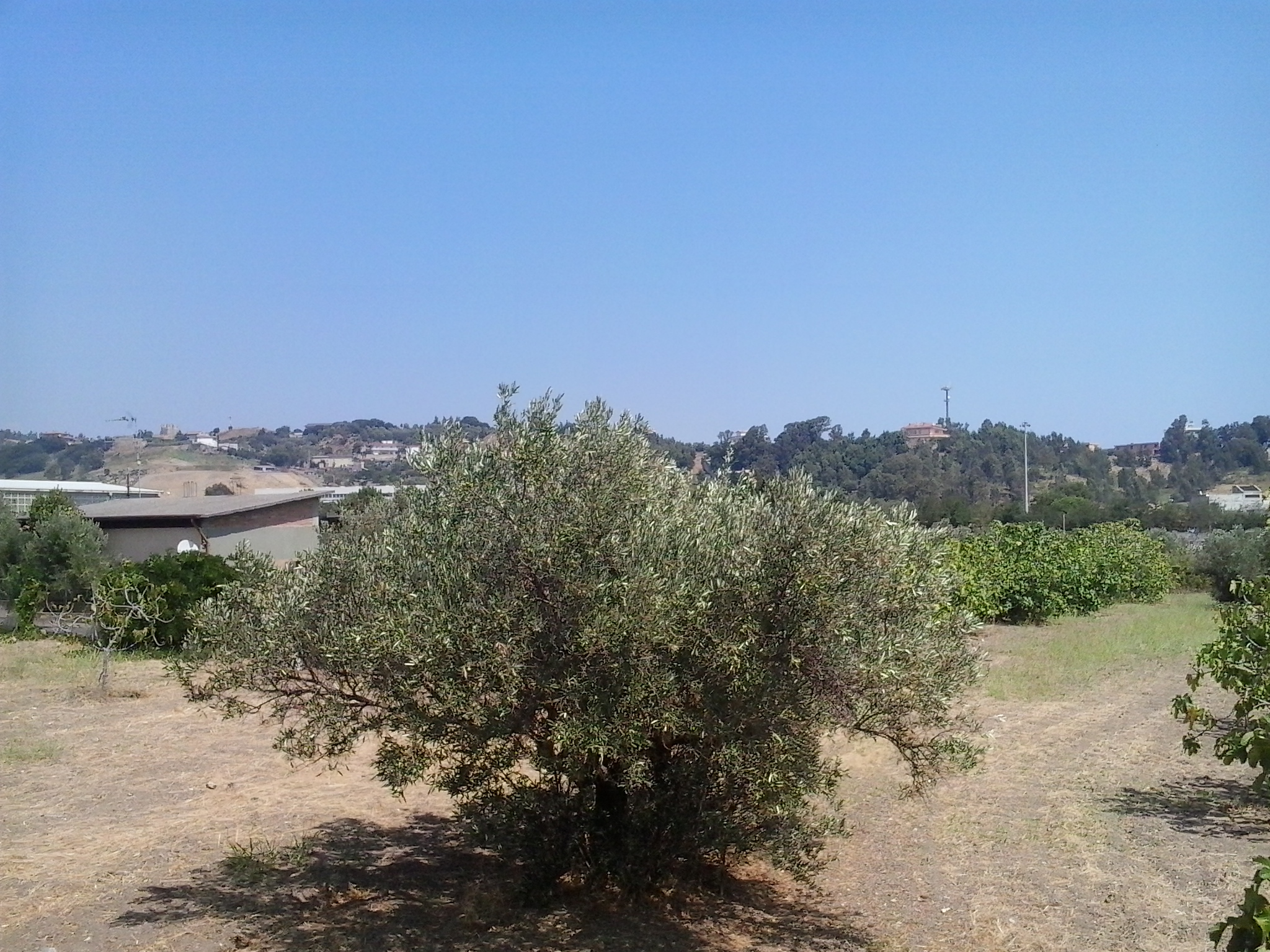
Coltivazione di alberi d'oliva a Catanzaro

Il punto più debole dell'economia italiana era quello rappresentato dall'agricoltura. Le aziende caratterizzate da una scarsa produttività o ai margini di un'economia di sussistenza erano quasi il 60% del totale e le piccole imprese familiari avevano continuato ad ampliare la loro presenza senza dar luogo ad adeguate forme associative nella produzione e nel collegamento con i mercati. In pratica, circa l'80% della superficie coltivata era distribuita fra 2 milioni e mezzo di unità aziendali, di cui 2 milioni con dimensioni inferiori ai 5 ettari.
A rendere quanto mai precaria la situazione della nostra agricoltura stava poi il fatto che le terre più fertili riguardavano poco più di un terzo della superficie coltivata ed erano prevalentemente concentrate in Val Padana, mentre quelle povere o mediocri rappresentavano un carico variabile tra il 60% e il 65% della popolazione agricola attiva e si dividevano un reddito equivalente a non più del 33% della popolazione nazionale.
Fatto sta che soltanto tra il 1960 e il 1962 si cominciò a affermare, in sede politica, l'esigenza di introdurre dei correttivi, di attuare alcuni provvedimenti che evitassero un peggioramento del divario fra Nord e Sud, assecondassero l'ammodernamento dell'agricoltura per sanare il deficit della bilancia agroalimentare e ponessero un freno alle speculazioni immobiliari cresciute a dismisura nelle principali aree urbane in seguito alla forte domanda di alloggi da parte degli immigrati; e, non da ultimo, rimuovessero posizioni ormai intollerabili di dominanza oligopolistica nel settore elettrico e in vari servizi di interesse collettivo.

### Il divario fra Nord e Sud
La prevalente concentrazione industriale e delle condizioni di maggiore produttività agricola e terziaria nel Nord del paese continuava, però, ad alimentare situazioni di forte divario territoriale, cariche di implicazioni sociali oltre che economiche. Durante il decennio cinquanta il tasso annuo di crescita dei redditi pro capite era stato pari al 5,3% nell'Italia centrosettentrionale e al 3,2% nel Mezzogiorno. In presenza di un basso livello di industrializzazione, lo sviluppo del settore terziario in Meridione discendeva dall'eccesso di forza lavoro, generalmente senza alcuna qualificazione, che dava luogo ad un moltiplicarsi di attività precarie e scarsamente produttive e determinava una lievitazione delle cifre relative al prodotto delle attività terziarie, cui non corrispondeva però un effettivo stabile sviluppo dei servizi necessari al funzionamento di una società industrialmente avanzata.

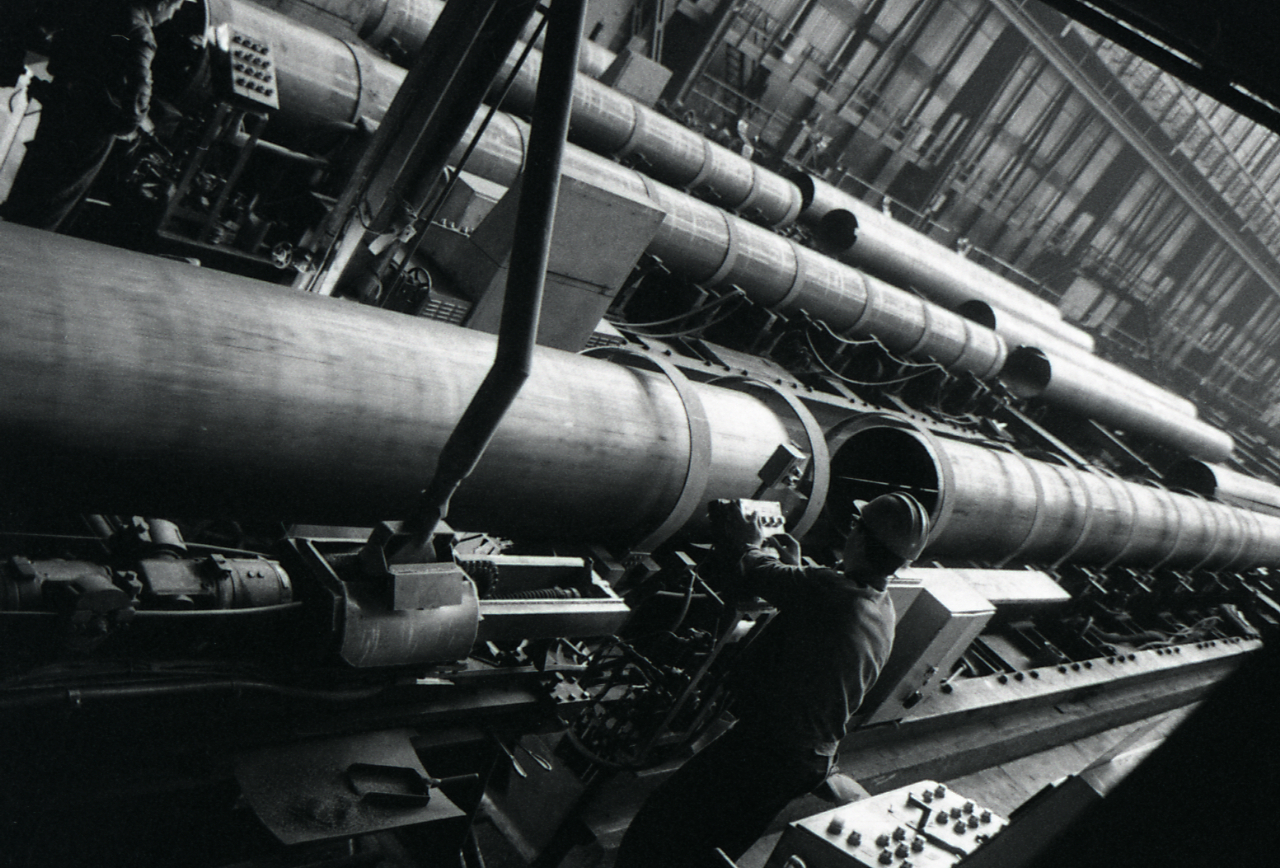
Lo stabilimento dell'Ilva di Taranto, uno dei tanti poli industriali costruiti al sud per colmare il divario nord-sud. (Foto di Paolo Monti, 1964)

Anche l'integrazione sui mercati internazionali aveva finito col rafforzare i caratteri del divario territoriale perché gli sforzi volti ad acquisire una maggiore competitività avevano interessato soprattutto le aziende proiettate sui mercati internazionali e concentrate prevalentemente nel Nord del paese. Inoltre, le particolari dinamiche occupazionali avevano comportato che i redditi da lavoro crescessero nell'industria più che negli altri settori di attività e che la loro distribuzione geografica presentasse caratteristiche di forte concentrazione solo in parte giustificate dalla diversa consistenza demografica.
Quattro regioni settentrionali (Piemonte, Valle d'Aosta, Liguria e Lombardia), infatti, assorbivano nel 1960 un volume di redditi da lavoro (4 099 miliardi) praticamente doppio rispetto a quello (2 088 miliardi) riferibile a sette regioni centro-meridionali (Abruzzo, Molise, Campania, Puglia, Basilicata, Calabria, Sicilia e Sardegna). Le cose, peraltro, non sarebbero cambiate di molto neanche dieci anni più tardi e il carattere dualistico del sistema economico italiano trova una puntuale conferma, ovviamente anche facendo riferimento a questo fenomeno. Il divario territoriale, che investiva i vari aspetti della vita economica, si manifestava anche in quelli più propriamente demografici.
Negli anni '50 la popolazione italiana aveva registrato un incremento medio annuo del 6 per mille, con un andamento decrescente della natalità e della mortalità che evidenziava un allineamento con i valori già da tempo registrati in altri paesi europei. Tuttavia, i diversi tassi di natalità e di mortalità, dovuti anche alla differente struttura per età della popolazione, configuravano una sorta di «dualismo demografico». Tra il censimento del 1951 e quello del 1961, l'incremento demografico era stato pari a circa 3 milioni, ma esso era stato più sostenuto nelle regioni centro-settentrionali che non in quelle meridionali, nonostante queste ultime avessero registrato un più elevato tasso di natalità ed un più basso tasso di mortalità. Gli effetti dei flussi migratori, interni e verso l'estero, erano stati infatti superiori a quelli del movimento naturale, influenzando in modo decisivo la distribuzione geografica della popolazione, in stretta connessione con l'evoluzione delle vicende economiche.
Gli spostamenti interni avevano accentuato il livello di concentrazione demografica nelle città capoluogo di provincia la cui quota di popolazione era aumentata dal 28,2 al 31,9%, e il fenomeno era ancor più evidente al Nord dove la percentuale era aumentata dal 33,2 al 41,6%. In sostanza si era consolidato, tra il 1951 e il 1961, quel processo di intensa urbanizzazione che aveva interessato il paese fin dalla sua unificazione ed a cui si contrapponeva, invece, il progressivo spopolamento delle zone montane. Nel decennio in esame, infatti, il tasso medio annuo di crescita della popolazione residente registrato nei tredici centri urbani più popolosi era pari al 21,7 per mille, più che triplo rispetto a quello generale (6,4 per mille). A conferma della inadeguatezza delle riforme attuate fin dall'inizio degli anni 1950, la crescita del fenomeno migratorio era divenuto un inarrestabile richiamo per masse diseredate e che erano appena approdate a godere delle opportunità loro offerte dalla riforma agraria e dalle opere infrastrutturali promosse dalla Cassa per il Mezzogiorno.
Ma quegli orizzonti, un tempo soddisfacenti se confrontati all'endemica miseria precedente, ora non erano più senza alternative: l'occupazione al Nord rappresentava quindi un'attrattiva fortissima, tanto da superare gli ostacoli frapposti da una cultura secolare ostile a quelle migrazioni. Di fatto, i due milioni di ettari che, attraverso la riforma agraria e i vari incentivi fiscali e creditizi, erano stati acquisiti dalla piccola proprietà coltivatrice, a metà degli anni '60, tra abbandoni e successivi passaggi di proprietà, si sarebbero ridotti a circa 600 000 ettari, con un assottigliamento progressivo del numero di aziende condotte dagli assegnatari originari. Dunque, nonostante la piccola proprietà coltivatrice avesse raddoppiato tra il 1919 e il 1961 la propria estensione, raggiungendo i 10 milioni di ettari, tale sviluppo ha significato spesso un'ulteriore espansione delle basi di insediamento di quelle vere e proprie «centrali di smistamento del lavoro» che sono state le famiglie contadine.

## Ripercussioni sociali
Il 18 gennaio 1954, nelle battute iniziali del miracolo economico, il ministro dell'economia Ezio Vanoni predispose un piano per lo sviluppo economico controllato che, negli intenti del Governo, avrebbe dovuto programmare il superamento dei maggiori squilibri sociali e geografici (il crollo dell'agricoltura, la profonda differenza di sviluppo tra Nord e Sud); ma questo piano non portò ad alcun risultato. Le indicazioni che vi erano contenute in materia di sviluppo e di incremento del reddito e dell'occupazione, si basavano su una previsione fortemente sottostimata sul ruolo che avrebbe dovuto giocare il progresso tecnologico e l'incremento della produttività del lavoro che ne sarebbe derivato.
Quelle previsioni furono, quindi, travolte da un processo d'espansione, ben lungi da quel ristagno che il piano Vanoni metteva nel conto delle previsioni. Proprio perché non previsto, e per mancanza di un incanalamento regolato della crescita, il processo di espansione portò con sé gravi squilibri sul piano sociale. Il risultato finale fu quello di portare il «boom economico» a realizzarsi secondo una logica tutta sua, a rispondere direttamente al libero gioco delle forze del mercato e a dar luogo a profondi scompensi. Il primo di questi fu la cosiddetta distorsione dei consumi.
Una crescita orientata all'esportazione determinò una spinta produttiva orientata sui beni di consumo privati, spesso su quelli di lusso, senza un corrispettivo sviluppo dei consumi pubblici. Scuole, ospedali, case, trasporti, tutti beni di prima necessità restarono infatti parecchio indietro rispetto alla rapida crescita della produzione di beni di consumo privati. Il modello di sviluppo sottinteso al «boom» implicò dunque una corsa al benessere tutta incentrata su scelte e strategie individuali e familiari, ignorando invece le necessarie risposte pubbliche ai bisogni collettivi quotidiani.

### Condizioni di vita della popolazione

La FIAT 500 (soprannominata "cinquino"), il simbolo del boom economico e prima automobile per molte famiglie.

Lo sviluppo di quegli anni era accompagnato da un miglioramento generale delle condizioni di vita della popolazione sostenuto dalla crescita dei consumi privati che, tra il 1950 e il 1962, avevano registrato un tasso di sviluppo “di entità mai sperimentata in precedenza”, pari al 4,9% annuo (6,6% nell'ultimo triennio). Sebbene tale saggio di incremento fosse più basso di quello registrato dalle altre componenti della domanda finora passate in rassegna, il che chiama in gioco le complesse dinamiche connesse con la crescita e la distribuzione della ricchezza prodotta nonché le politiche che le regolano, i consumi continuavano a mantenere un peso notevole nell'ambito della destinazione delle risorse e di questo, naturalmente, le aziende non potevano non tenerne conto specie in relazione alla esigenza di una maggiore competitività derivante dalla progressiva apertura dei mercati internazionali.
Le dinamiche demografiche, con i connessi aspetti dell'inurbamento, ed il sostenuto aumento dei redditi pro capite, facevano sì che la crescita dei consumi fosse accompagnata da significative modifiche nel modello di spesa. Il confronto per tipologia di consumo tra l'inizio e la fine degli anni 1950 metteva, infatti, in risalto una minore incidenza dei generi alimentari, tabacchi e abbigliamento (da 60,4 a 50,8%), a vantaggio della spesa per abitazioni (da 5,9% a 8,7%), mobili (da 7% a 8%), istruzione e spettacoli (da 7,3% a 8,2%) e, soprattutto, trasporti e comunicazioni (da 4,7 a 8,4%). Inoltre, la quota dei consumi durevoli era aumentata dal 3,8% all'8,3% e, in particolare, il numero delle autovetture in circolazione era passato, nel decennio 1951-1961, da poco più di 425 000 a 2,45 milioni di unità, un salto notevole - pur in presenza di notevoli divari tra una regione e l'altra - verso la motorizzazione di massa se si pensa che tra il 1931 e il 1951 l'aumento era stato di appena 240 000 unità.
Assumeva, quindi, ulteriore significato la centralità assunta, nell'ambito dello sviluppo di quegli anni, dal settore meccanico dal momento che “la diffusione dei beni di consumo durevole, automobili ed elettrodomestici, ha rappresentato non solo un elemento trainante per l'economia nel suo complesso ma anche un fattore di più profonde trasformazioni sociali e culturali”.
L'incremento dei consumi era stato reso possibile dalla continua crescita dell'occupazione e, quindi, dei salari che dal 1950 al 1960 erano aumentati del 142%, così come era aumentata la loro quota sul reddito nazionale netto (dal 44,1 al 47,9%).
In particolare, i redditi da lavoro dipendente erano passati da 4 503 a 8 977 miliardi di lire tra il 1952 e il 1960; si trattava di “una massa imponente di risorse, la cui manovra e le cui modificazioni, derivate essenzialmente dalla politica dei sindacati, influisce piuttosto notevolmente, come del resto la realtà ha mostrato, sull'intero sistema economico”. Inoltre, si è notato che gli italiani erano diventati più alti: fra il 1951 e il 1972 la statura media passó da 170 a 174 cm. Anche nel settore del tempo libero ci furono profonde trasformazioni. Dal 1956 al 1965 raddoppiarono le presenze negli alberghi e quelle nei campeggi aumentarono di quattro volte. Le vacanze divennero così uno dei simboli del boom, e chi ci andava poteva sperimentare le ultime novità in materia di sport, come lo sci nautico.

### Psicologia collettiva
Ancora forte era tuttavia l'influenza, nei costumi e nella psicologia collettiva, di una cultura popolare tipica del mondo contadino e di certi valori e rituali tradizionali. I legami di parentela, le reti di solidarietà familiare, la raccomandazione del parroco o del notabile di turno, la proverbiale arte di arrangiarsi e la ruvida furbizia ereditata dalla gente di campagna, il controllo sociale esercitato dal vicino, continuavano a segnare un po' dovunque la vita e i modelli di comportamento individuali. Quella che stava avvenendo nella penisola in quegli anni era, in sostanza, una trasformazione per certi aspetti rivoluzionaria sul piano strutturale, ma assai più circoscritta sul piano culturale e sociale.

### Migrazioni
Un'importante conseguenza di questo processo fu l'imponente movimento migratorio avutosi negli anni 1960 e 1970. È stato calcolato che nel periodo tra il 1955 e il 1971, circa 9 150 000 persone siano state coinvolte in migrazioni interregionali; nel quadriennio 1960-1963, il flusso migratorio dal Sud al Nord raggiunse il totale di 800 000 persone all'anno.
Gli anni '60 furono, dunque, teatro di un rimescolamento formidabile della popolazione italiana. I motivi strutturali che indussero prevalentemente la popolazione rurale ad abbandonare il loro luogo d'origine furono molteplici e tutti avevano a che fare con l'assetto fondiario del Sud, con la scarsa fertilità delle terre e con la polverizzazione della proprietà fondiaria, causata dalla riforma agraria del dopoguerra che aveva espropriato i latifondisti e che aveva suddiviso la proprietà terriera in lotti troppo piccoli. Ai fattori strutturali si accompagnarono quei fattori nelle regioni del triangolo industriale.

### Consumismo
Gli anni della grande espansione furono anche teatro di straordinarie trasformazioni che riguardarono lo stile di vita, il linguaggio e i costumi degli italiani, accompagnati da un deciso aumento del tenore di vita delle famiglie italiane. Nelle case delle famiglie di quanti potevano contare su uno stipendio e un posto di lavoro stabile cominciavano a far ingresso numerosi beni di consumo durevoli, come le prime lavatrici e frigoriferi (la cui produzione era svolta soprattutto da imprese italiane di piccole e medie dimensioni). Anche le automobili cominciavano a diffondersi sulle strade italiane con le FIAT 600 e 500, in produzione rispettivamente dal 1955 e dal 1957 e progettate ex novo da Dante Giacosa, che diede grande impulso alla produzione della casa torinese.
Si costruirono anche le prime autostrade di moderna concezione, dopo quelle costruite già sotto il fascismo (come l'Autostrada dei Laghi e l'Autostrada Firenze-Mare); una su tutte fu la Milano-Napoli, l'Autostrada del Sole. Con le nuove vetture e lo sviluppo delle strade e autostrade iniziarono inoltre le abitudini delle vacanze estive e invernali, sulle spiagge e sulle montagne, con i primi relativi ingorghi e l'aumento vertiginoso di incidenti stradali.

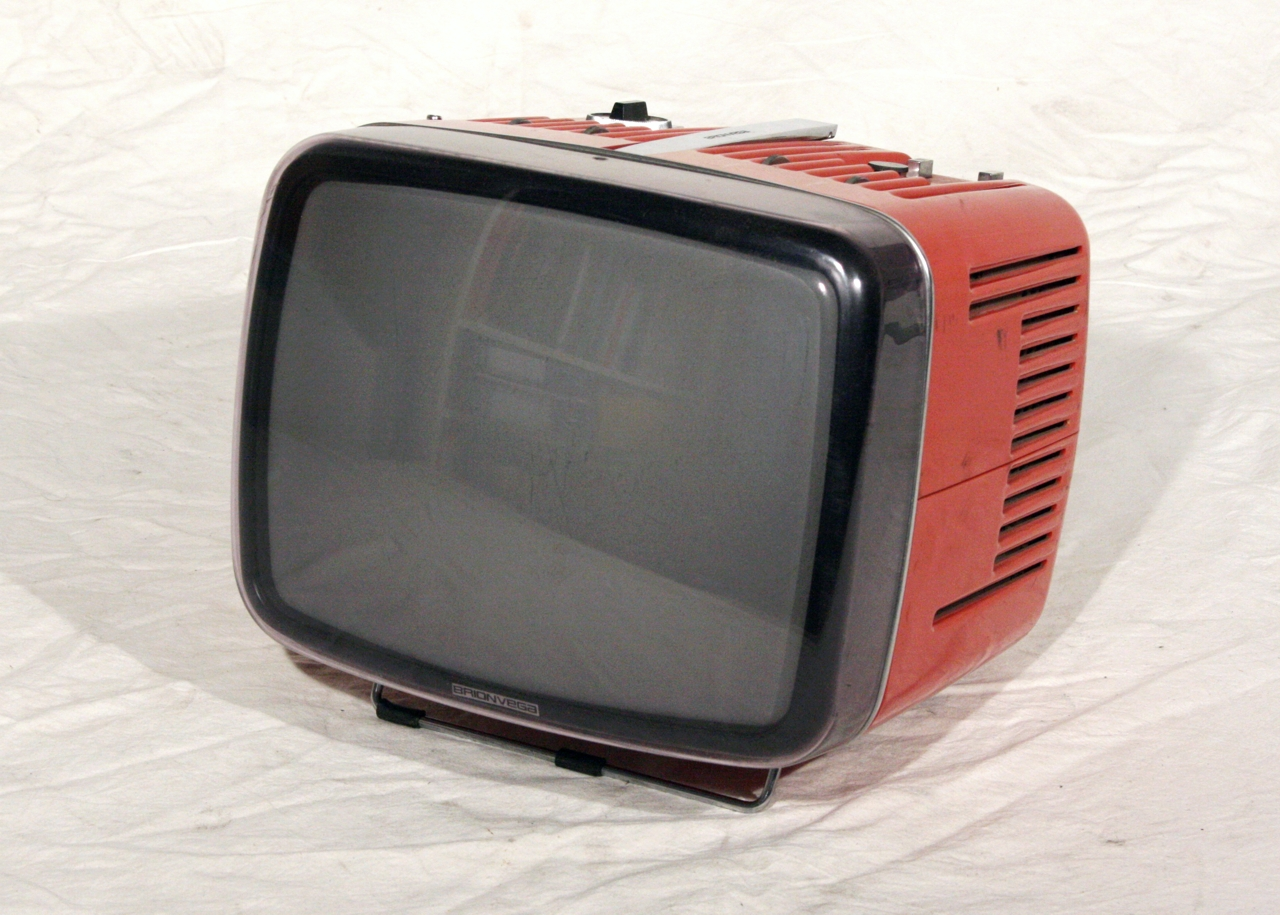
La Brionvega fu la prima azienda italiana a introdurre un televisore completamente prodotto in Italia nel 1954 e a distinguersi a partire dagli anni '60 per i televisori portatili, i primi in Europa.

Nessuno strumento ebbe, tuttavia, un ruolo così rilevante nel mutamento delle abitudini della società quanto la televisione. Le trasmissioni della Rai entrarono per la prima volta nelle case degli italiani il 3 gennaio 1954, dopo circa vent'anni di sperimentazioni; il primo programma andato in onda fu Arrivi e partenze, con il conduttore italo-statunitense Mike Bongiorno, destinato a diventare uno degli elementi simbolo della televisione italiana.
Progressivamente la TV impose un uso passivo e familiare del tempo libero a scapito delle relazioni di carattere collettivo e socializzante che, alla lunga, avrebbe modificato profondamente i ruoli personali e gli stili di vita, oltre che i modelli di comportamento, anche se sulle prime, a causa dello scarso numero di apparecchi presenti sul territorio nazionale, favorì tuttavia l'instaurazione di nuove occasioni d'incontro: celebri le folle che si radunavano nei bar ad ogni puntata del gioco a premi Lascia o raddoppia?, condotto sempre da Mike Bongiorno. La televisione, all'epoca, restava comunque un bene di lusso, destinato alle classi più abbienti: sull'intero territorio nazionale si contavano in tutto 15 000 televisori, gli apparecchi più economici costavano intorno alle 200 000 lire e il primo canone di abbonamento venne fissato a 12 550 lire, il più alto d'Europa.
In concomitanza con l'aumento dei beni di consumo, andavano crescendo i consumi d'energia elettrica per uso domestico; dopo l'integrazione dal 1958 nel gruppo Stet delle società concessionarie e l'avvio del servizio di teleselezione, la densità degli apparecchi risultava nelle principali città del Nord pressoché pari alla media di altri paesi occidentali. Fatto sta che tra il 1952 e il 1958, mentre i consumi privati in generi di sussistenza e di prima necessità aumentarono ogni anno del 4,4%, l'acquisto di mezzi di trasporto, di apparecchi televisivi e altri prodotti di carattere voluttuario crebbe rispettivamente dell'8,5% e dell'11,5%.
I notevoli progressi economici susseguitisi nella seconda metà degli anni '50 sorpresero gran parte della classe politica. Di fatto, non si erano valutati in tutta la loro portata gli effetti che avrebbero prodotto le innovazioni tecnologiche adottate man mano dai principali complessi industriali. Inoltre, non si erano percepite, o valutate in pieno, le trasformazioni avvenute in alcune regioni centrali e nord-orientali del paese, dove si era andato formando un ceto di piccoli imprenditori e di artigiani specializzati. D'altra parte, grazie al recupero della stabilità monetaria, era affluito un crescente volume di depositi nelle banche e nelle casse di risparmio e perciò si erano ampliate le possibilità di ricorrere senza eccessivi problemi a quel tanto di prestiti in denaro contante che serviva a mettere su un'attività in proprio.

### L'Italia verso “L'autunno caldo”
Considerando la politica controllata dello sviluppo economico, adottata dall'Italia, emersero ben presto le vistose carenze dell'amministrazione pubblica quanto a capacità effettive di coordinamento e gestione degli strumenti necessari per l'attuazione delle finalità indicate dai vari piani elaborati in sede ministeriale. D'altra parte, a complicare le cose si era verificato, fra il 1962 e il 1963, in seguito a una massiccia ondata di scioperi, il primo shock salariale del dopoguerra, conclusosi con un aumento delle retribuzioni di oltre il 14% nell'industria manifatturiera.

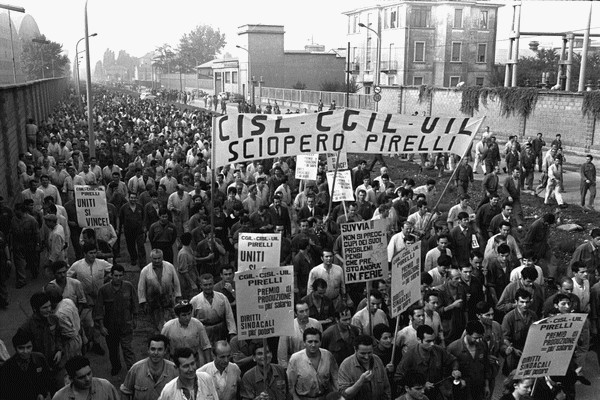
Sciopero degli operai di una fabbrica di Milano.

È pur vero che a imprimere un andamento più pronunciato alla dinamica delle retribuzioni furono non solo le conquiste sindacali della classe operaia, ma anche gli aumenti retributivi ottenuti dai dipendenti del pubblico impiego. In ogni caso, a ripristinare le precedenti condizioni non erano bastate le misure delle autorità monetarie che, attraverso un'accelerazione nell'offerta della moneta, avevano cercato di ridare fiato alle imprese consentendo loro di recuperare una parte dei profitti persi in seguito alla crescita dei salari.
La reazione di numerosi imprenditori, anche perché allarmati dalla svolta politica, si era tradotta infatti in una contrazione degli investimenti, ed anche in una fuga di capitali all'estero. Fin dall'inizio il centro-sinistra si era trovato così col fiato corto, alle prese con una recessione pesante, ancorché breve, e caratterizzata da forti spinte inflazionistiche. E tutto ciò quando la nuova coalizione aveva esordito con l'ambizione di sciogliere, confidando nel proseguimento di una congiuntura espansiva, i nodi che generavano diseconomie esterne e disagi sociali. Molte aspettative vennero così meno e andò crescendo per contro un'ondata di amarezze e delusioni che sarebbe sfociata alla fine nel cosiddetto “autunno caldo” del 1969, favorito dal movimento del Sessantotto, e in un generale moto di contestazione giovanile destinato a rendere sempre più problematica la stabilità del quadro politico, con gli anni di piombo del decennio seguente.

## Nella cultura di massa
La rapida trasformazione dell'Italia negli anni '60 non mancò di generare una certa opposizione nella classe intellettuale del periodo. Alcuni dei più critici della nuova società moderna e delle relative tendenze furono Pier Paolo Pasolini e Luciano Bianciardi nel mondo letterario e cinematografico, oltre a politici come Pietro Nenni  (segretario del PSI).
Furono diversi i film che analizzarono i vari fenomeni sociali del rapido sviluppo economico di quell'epoca, come Divorzio all'italiana del 1961 di Pietro Germi, Il sorpasso del 1962 e I mostri del 1963 di Dino Risi, Il boom sempre del 1963 di Vittorio De Sica e L'automobile, episodio del film Tre Donne del 1971 di Alfredo Giannetti (con cui Anna Magnani scelse sostanzialmente di chiudere la propria carriera cinematografica).

### LaCommedia all'italiana
Una prima testimonianza per tanti aspetti pregnante su questa fase di transizione, segnata dall'intreccio ibrido fra la persistenza di consuetudini arcaiche e l'irruzione di mode e usanze orecchiate dall'estero, la si può ritrovare nella cosiddetta “commedia all'italiana”, che cominciò a imporsi dalla fine degli anni '50. Il più celebre esempio di commedia all'italiana apparve nelle sale cinematografiche nel 1960 con un grande film girato da Federico Fellini, intitolato La dolce vita.
Si trattava infatti di un genere cinematografico che per tanti versi era l'espressione e lo specchio di una società ambivalente, in bilico fra il vecchio e il nuovo, di una società in parte ancora sparagnina e frugale, in parte proiettata verso il consumismo con l'appetito dell'adolescente; in parte, provinciale e codina, attardata su viete convenzioni, in parte alla rincorsa di tutto ciò che sapesse di moderno anche nei suoi aspetti più superficiali ed eclatanti. Era cominciata l'era dello spettacolo, dei cantautori e dei concerti rock.

### Altri boom economici coevi
- Trente Glorieuses
- Wirtschaftswunder
- Miracolo economico giapponese
- Milagro económico español